# Le Docteur Miracle (Bizet)
Pour les articles homonymes, voir Le Docteur Miracle.
Le Docteur Miracle est un opéra-comique ou opérette en un acte de Georges Bizet, sur un livret de Léon Battu et Ludovic Halévy tiré de la pièce de théâtre de Richard Brinsley Sheridan, Saint Patrick's Day, créée aux Bouffes-Parisiens le 9 avril 1857.

## Genèse
Le Docteur Miracle est composé par un Bizet de dix-huit ans, tout juste récipiendaire d'un second Prix de Rome, à l'occasion d'un concours d'opéra-comique organisé en août 1856 par Jacques Offenbach, désireux de promouvoir et élargir le répertoire du théâtre des Bouffes-Parisiens qu'il dirige depuis un an. Après une première sélection parmi soixante-dix-huit candidats, les six finalistes doivent composer la musique du livret écrit par Léon Battu et Ludovic Halévy d'après la pièce de théâtre de Richard Brinsley Sheridan, Saint Patrick's Day (1775).
Le 29 décembre 1856, Bizet – qui n'avait auparavant composé que quelques mélodies, une Symphonie en ut majeur et une opérette non représentée, La Maison du docteur – remporte le premier prix, constitué d'une somme de 600 francs et d'une médaille d'une valeur de 150 francs, ex æquo avec Charles Lecocq. Les deux ouvrages sont créés les 8 (Lecocq) et 9 (Bizet) avril 1857 aux Bouffes-Parisiens et représentés chacun onze fois avant de tomber dans l'oubli.
L'œuvre de Bizet ressort finalement des bibliothèques en 1951 et a fait depuis lors l'objet de plusieurs enregistrements.
A l'occasion du cent cinquantième anniversaire de la mort de Bizet, une coproduction de l'Opéra de Tours, du Théâtre du Châtelet, de l'Opéra de Rouen Normandie, de l'Opéra de Lausanne et de Bru Zane France, propose durant le premier semestre 2025, un couplage de L'Arlésienne et du Docteur Miracle pour plusieurs représentations.

## Distribution de la création
- Laurette, fille du podestat (soprano) : Marie Dalmont
- Véronique, jeune épouse du podestat (mezzo-soprano) : Marguerite Macé-Montrouge
- Le capitaine Silvio alias Pasquin alias le docteur Miracle (ténor) : Gustave Gerpré
- Le podestat de Padoue (baryton) : Étienne Pradeau
- Orchestre et chœurs du théâtre des Bouffes-Parisiens
- Direction musicale : Jacques Offenbach

## Argument
Un podestat de Padoue possède une fille; Laurette aime le capitaine Silvio; mais le seigneur podestat n'entend pas cela, et pour veiller sur Laurette, il prend un nouveau domestique sur la fidélité duquel il croit pouvoir compter. Ce domestique a deux qualités : il ne peut souffrir les militaires, ce qui est peu rassurant pour nos deux amoureux, et il fait de très mauvaises omelettes.
Le podestat sort avec Véronique, son épouse, pour digérer une omelette et laisse en tête-à-tête avec sa fille le capitaine Silvio lui-même qui avait su se donner un air assez bête et se faire passer pour Pasquin.
Ce faux Pasquin est jeté à la porte, mais il est vengé : il écrit au podestat qu'il a mis dans sa dernière omelette une assez forte dose de poison ! On mande sur le champ le docteur Miracle, qui sauvera le podestat à la condition que le podestat lui donnera en paiement sa fille ou quinze mille ducats. Le podestat préfère payer avec sa fille ; mais il n'a pas de chance, ce docteur est encore le capitaine Silvio ! 

## Airs
- Ensemble « La drôle de musique » (Tous)
- Air « Ne me grondez pas pour cela » (Laurette)
- Air « J'suis plus honnête que je suis bête » (Pasquin)
- Quatuor « Voici l'omelette » (Laurette, Véronique, Pasquin, le podestat)
- Duo « En votre aimable compagnie » (Laurette, Pasquin)
- Air « Dérobez-vous à mon juste courroux » (Le podestat)
- Ensemble « Mon enfant, si tu m'aimes bien » (Tous)
- Finale « Grâce au miracle de l'amour » (Tous)

## Représentations successives
- 1951 : Conservatoire national de Paris
- 1995 : Péniche Opéra (couplée avec la version de Charles Lecocq)
- 2017 : Théâtre Le Ranelagh Cie Paroles et Musique
- 2024 : Opéra de Tours (couplé avec l'Arlésienne)
- 2025 : Théâtre du Châtelet (idem)

## Discographie
- 1976 : Bruno Amaducci (dir.), Lyliane Guitton (Véronique), Robert Massard (le podestat), Christiane Eda-Pierre (Laurette), Rémy Corazza (Silvio), Orchestre national de la Radiodiffusion française  - Opera d'Oro (rééd. 2004)
- 2002 : Didier Talpain (dir.), Hjordis Thébault (Véronique), Olga Pasichnyk (Laurette), Pierre-Yves Pruvot (le podestat), Yonnis Christopoulos (Silvio), Orchestre philharmonique de Lublin – BNL

## Sources et bibliographie
- Piotr Kaminski, Mille et un opéras, coll. Les Indispensables de la musique, Fayard, 2003, p. 119  (ISBN 978-2-213-60017-8)
- Hervé Lacombe, « Le Docteur Miracle » in Dictionnaire de la musique en France au XIXe siècle, Joël Marie Fauquet (dir.), Fayard, 2003, p. 389  (ISBN 2-213-59316-7)
- « Le Docteur Miracle de Bizet », sur l Académie Nationale de l'Opérette (A.N.A.O.) (version du 13 février 2009 sur Internet Archive), 2008
- « Livret », sur odb-opera.com (consulté le 15 janvier 2020).
- Pierre Girod, « Le concours et l'œuvre », sur la Bru Zane Mediabase, 2019 (consulté le 19 août 2024).